# П'яткін Кирило Дмитрович
Кири́ло Дми́трович П'я́ткін (1905, Перша Любівка — 1993) — вчений-мікробіолог, доктор медичних наук, професор, завідувач кафедри мікробіології Кримського медичного інституту, лауреат Державної премії СРСР.

## Біографія
Народився в 1905 році в селі Першій Любівці Тамбовської губернії.
Під час радянсько-німецької війни був майором медичної служби на передовій лінії фронту, де написав понад 20 наукових робіт з діагностики та профілактики заразних хвороб і трудився над докторською дисертацією, яку успішно захистив в 1944 році. Чітка санітарна служба, створена під його керівництвом, врятувала від інфекційних захворювань не одну тисячу солдатів і офіцерів Радянської армії.
З 1945 по 1986 рік очолював кафедру мікробіології Кримського медичного інсттитуту в Сімферополі. Помер у 1993 році.

## Наукова діяльність

меморіальна дошка

Автор понад 120 наукових праць, серед них монографії:
- «Дифтерія»;
- «Генетика в мікробіології та цитології»[2].

## Пам'ять
На фасаді головного корпусу Кримського державного медичного університету імені С. І. Георгієвського Кирилові П'яткіну встановлено меморіальну дошку.